# Næstved-Præstø-Mern Banen
Næstved-Præstø-Mern Banen (NPMB) var en dansk privatbane, der startede som Præstø-Næstved Jernbane (PNJ) i 1900 og blev forlænget fra Præstø til Mern i 1913. Den blev også kaldt Præstøbanen og – efter forlængelsen – Mernbanen. Banen lukkede i 1961.

## Historie
Den store jernbanelov fra 1894 indeholdt en bane fra Præstø til et punkt på statsbanen mellem Haslev og Lundby. Der blev givet koncession på banen 4. juni 1894, og i januar 1898 var linjeføringen lagt fast med Næstved som endepunkt.
På Præstø Kommunes regning anlagde PNJ i 1909 en havnebane i Præstø. Den var kun 150 m lang, fordi stationen var anlagt på en eng tæt på havnen og bymidten. Havnebanen betød, at Præstø til dels blev havn for Næstved indtil denne by fik sin egen havn i 1938. Derefter mistede Præstø Havnebane sin betydning, og sporet blev taget op i 1959.
I 1902 opførte Stege Sukkerfabrik en af sine fem saftstationer i Mern. Det bidrog stærkt til, at egnens sukkerroeavlere ønskede banen forlænget til Mern. Den store jernbanelov fra 1908 indeholdt banen Præstø-Mern. Koncession på denne bane blev 26. marts 1912 givet til direktionen for PNJ. Arbejdet startede i september 1912 og var afsluttet i efteråret 1913. Togene skulle rebroussere i Præstø, fordi sporene både fra Næstved og Mern gik ind til stationen fra vest.
Jernbaneloven fra 1908 gav mulighed for at forlænge Mernbanen til et punkt på Kalvehavebanen. Forlængelsen blev aldrig anlagt, men blev stadig diskuteret i 1951.

## Strækningsdata
- Næstved-Præstø (23,0 km), åbnet 20. marts 1900
- Præstø-Mern (9,5 km), åbnet 16. november 1913 – roetog allerede fra 2. oktober
- Samlet længde: 32,5 km
- Enkeltsporet
- Sporvidde: 1.435 mm
- Skinner: 22,5 kg/m, efter besættelsen forstærket til 27,5 kg/m
- Akseltryk: 9,4 t, på det forstærkede spor 12 t
- Maks. stigning: 12,5 ‰
- Mindste kurveradius: 470 m
- Maks. hastighed: 75 km/t
- Nedlagt: 31. marts 1961

## Standsningssteder
- Næstved station i km 0,0 – forbindelse med Sydbanen, Slagelse-Næstved banen og Sjællandske Midtbane.
- Rønnebæk eller Rønnebæksholm trinbræt i km 3,3 med offentligt læssespor. I 1913 blev der anlagt et sidespor til roetransporter fra gården Rønnebæksholm.
- Næstelsø trinbræt i km 5,8 med kort sidespor fra 1913.
- Brandelev station i km 6,8 med kombineret læsse/krydsningsspor.
- Bøgesø station i km 10,3.
- Askov Huse trinbræt i km 11,8 fra 1924. Sidespor til roetransporter allerede fra 1913.
- Snesere station i km 13,3 med enkelt sidespor til togkrydsning.
- Lille Røttinge trinbræt i km 15,0 uden sidespor, men i nogle år lå der et roelæssespor ca. 200 m efter trinbrættet.
- Tappernøje station i km 16,4 med særskilt læssespor og krydsningsspor fra 1913. Sidespor til den lokale dampmølle fra 1919. Stationen blev udvidet betydeligt i 1935.
- Faksinge trinbræt i km 21,0 fra 1919 til brug for Faksinge Sanatorium, som også havde et midlertidigt sidespor i 1906, mens det blev opført.
- Præstø station i km 23,0 med hovedkontor, remise, vandtårn og værksteder.
- Skibinge trinbræt i km 25,1 med sidespor.
- Allerslev station i km 28,0 med sidespor, som havde et kort stikspor med enderampe.
- Mern station i km 32,5 med 4 spor, læssespor syd for stationsbygningen og enkeltsporet remise med drejeskive i forlængelse af spor 4.

Trinbrætternes sidespor var ofte forsænket, så man umiddelbart havde en "læsserampe" ved kanten af sporet og ikke risikerede, at vognene trillede ud på hovedsporet.

### Bevarede stationsbygninger
Tappernøje Station er revet ned.
- Brandelev: Brandelev Stationsvej 7
- Bøgesø: Jernbanevej
- Snesere: Åsidevej 11
- Præstø: Jernbanegade 2
- Allerslev: Mønvej 128
- Mern: Stationsvej 3

## Driften
I Næstved havde banen oprindeligt en lokomotivremise med kulgård og opholdsrum i den nordlige ende af stationen. Ved anlægget af Sjællandske Midtbanes strækning Ringsted-Næstved blev Næstved Station bygget om, og Præstøbanens remise blev revet ned i 1922 og erstattet af en ny i den sydlige ende af stationen.
NPMB havde fra 1. maj 1932 fælles direktør med Kalvehavebanen. Banen startede med en god økonomi, men havde som mange andre baner underskud fra midten af 1920'erne og op gennem 1930'erne. NPMB var først med indførelse af skinnebusser, da man allerede i slutningen af 1945 lejede en svensk skinnebus i 4 måneder. Men i 1950'erne svigtede roetransporterne, fordi man ændrede saftstationens anlæg, og banens godstransport svandt ind til næsten ingenting. Banen gav underskud fra 1953, og da krydsningen af hovedvej 2 – nuværende sekundærrute 151 – i Tappernøje krævede en ret omfattende baneomlægning med viadukt og nyt stationsanlæg, endte man med at nedlægge banen i 1961. Især landkommunerne var uvillige til at dække fortsatte underskud.

## Strækninger hvor banetracéet er bevaret
Af banens tracé på 32½ km er 6½ km bevaret og tilgængeligt. Ved Rønnebæk er tracéet bevaret på det første stykke af Laugstien mod Næstved og på Banestien mod øst.
- Laugstien ved Rønnebæk
- Banestien ved Rønnebæk
- Vest for Brandelev Stationsvej
- Mellem Tappernøje og Smidstrupvej
- Nordvest for Broskovvej
- Gennem Faksinge Skov
- Banesti uden for Præstø